# 14147 Wenlingshuguang
14147 Wenlingshuguang (1998 SG43) là một tiểu hành tinh vành đai chính được phát hiện ngày 23 tháng 9 năm 1998 bởi Chương trình tiểu hành tinh Bắc Kinh Schmidt CCD ở Xinglong.